# Coupe de la Ligue de hockey sur glace 2012-2013
Navigation
Coupe de la Ligue 2012 Coupe de la Ligue 2014
La Coupe de la Ligue de hockey sur glace 2012-2013 est la septième édition de cette compétition française. La finale de la Coupe a lieu le 26 décembre 2012 dans la Patinoire de Méribel entre les Ducs d'Angers et les Dragons de Rouen.

## Déroulement
La Coupe de la Ligue débute le 11 septembre 2012. Elle compte seize équipes, quatorze de Ligue Magnus, une de Division 1, le Hockey Club Neuilly-sur-Marne ainsi que l'Équipe de France junior. La première phase de la compétition comprend 4 poules géographiques de quatre équipes. Ces équipes se rencontrent entre elles en match aller-retour. À l'issue de cette phase, les deux premiers de chaque poule se qualifient pour les quarts de finale. Les matchs en élimination directe se déroulent en matchs aller-retour hormis la finale qui se joue sur un match unique.

## Première phase

### Groupe A
| Clt   | Équipe                      | PJ | V | VP | D | DP | BP | BC | Pts |
| ----- | --------------------------- | -- | - | -- | - | -- | -- | -- | --- |
| +001, | Dragons de Rouen            | 6  | 5 | 0  | 1 | 0  | 35 | 9  | 10  |
| +002, | Ducs d'Angers               | 6  | 5 | 0  | 1 | 0  | 28 | 9  | 10  |
| +003, | Drakkars de Caen            | 6  | 1 | 1  | 4 | 0  | 21 | 28 | 4   |
| +004, | Bisons de Neuilly-sur-Marne | 6  | 0 | 0  | 5 | 1  | 10 | 48 | 1   |

| 11 septembre 2012 | Angers | 4-3 (1-1, 1-1, 2-1) | Rouen | Patinoire du Haras 994 spectateurs |

| Feuille de match | Feuille de match | Feuille de match            | Feuille de match                                                                              | Feuille de match |
| ---------------- | --- | --------------------------- | --------------------------------------------------------------------------------------------- | ---------------- |
|                  | - R. Gaborit (B. Henderson - J. Harty) — 18 min 44 s - T. Balúch (C. Campbell) — 33 min 56 s C. Campbell — 40 min 5 s T. Balúch (É. Fortier) — 47 min 52 s - | 0-1 1-1 1-2 2-2 3-2 4-2 4-3 | 2 min 54 s — FP. Guénette (MA. Thinel - A. Tavželj) - 33 min 31 s — L. Benoît - É. Castonguay |                  |
| F. Hardy         | Gardiens | F. Lhenry                   |                                                                                               |                  |
| 4 min            | Pénalités | 6 min                       |                                                                                               |                  |
|                  | |                             |                                                                                               |                  |

| 11 septembre 2012 | Caen | 10-0 (5-0, 1-0, 4-0) | Neuilly-sur-Marne | Patinoire de Caen la mer 410 spectateurs |

| Feuille de match | Feuille de match | Feuille de match                        | Feuille de match | Feuille de match |
| ---------------- | ---------------- | --------------------------------------- | ---------------- | ---------------- |
|                  |                  |                                         |                  |                  |
| L. Normandon     | Gardiens         | Connor Toomey 20 min Rémi Husson 40 min |                  |                  |
| 16 min           | Pénalités        | 38 min                                  |                  |                  |
|                  |                  |                                         |                  |                  |

| 18 septembre 2012 | Rouen | 5-0 (3-0, 2-0, 0-0) | Caen | Île Lacroix 2 040 spectateurs |

| Feuille de match | Feuille de match | Feuille de match    | Feuille de match | Feuille de match |
| ---------------- | --- | ------------------- | ---------------- | ---------------- |
|                  | MA. Thinel (L. Lahesalu - J. Štefanka) (SN) — 2 min 11 s A. Rech (R. Gutierrez) — 14 min 38 s A. Rech (FP. Guénette - L. Lahesalu) (SN) — 16 min 36 s A. Rech (R. Gutierrez - J. Janil) — 23 min 33 s FP. Guénette — 25 min 13 s | 1-0 2-0 3-0 4-0 5-0 | -                |                  |
| S. Ylönen        | Gardiens | L. Normandon        |                  |                  |
| 14 min           | Pénalités | 16 min              |                  |                  |
|                  | |                     |                  |                  |

| 11 septembre 2012 | Neuilly-sur-Marne | 1-7 (1-3, 0-3, 0-1) | Angers | Patinoire du Haras 844 spectateurs |

| Feuille de match                                | Feuille de match | Feuille de match | Feuille de match | Feuille de match |
| ----------------------------------------------- | ---------------- | ---------------- | ---------------- | ---------------- |
|                                                 |                  |                  |                  |                  |
| Connor Toomey 50 min 1 s Rémi Husson 8 min 59 s | Gardiens         | F. Hardy         |                  |                  |
| 10 min                                          | Pénalités        | 4 min            |                  |                  |
|                                                 |                  |                  |                  |                  |

| 25 septembre 2012 | Angers | 7-1 (1-1, 4-0, 2-0) | Caen | Patinoire du Haras |

| Feuille de match | Feuille de match | Feuille de match | Feuille de match | Feuille de match |
| ---------------- | ---------------- | ---------------- | ---------------- | ---------------- |
|                  |                  |                  |                  |                  |
|                  |                  |                  |                  |                  |
| 20 min           | Pénalités        | 20 min           |                  |                  |
|                  |                  |                  |                  |                  |

| 25 septembre 2012 | Rouen | 10-1 (3-0, 4-1, 3-0) | Neuilly-sur-Marne | Île Lacroix 1 894 spectateurs |

| Feuille de match | Feuille de match | Feuille de match                            | Feuille de match | Feuille de match |
| ---------------- | ---------------- | ------------------------------------------- | ---------------- | ---------------- |
|                  |                  |                                             |                  |                  |
| S. Ylönen        | Gardiens         | C. Toomey 39 min 48 s R. Husson 29 min 12 s |                  |                  |
| 14 min           | Pénalités        | 16 min                                      |                  |                  |
|                  |                  |                                             |                  |                  |

### Groupe B
| Clt   | Équipe                     | PJ | V | VP | D | DP | BP | BC | Pts |
| ----- | -------------------------- | -- | - | -- | - | -- | -- | -- | --- |
| +001, | Dauphins d'Épinal          | 6  | 5 | 0  | 1 | 0  | 21 | 12 | 10  |
| +002, | Gothiques d'Amiens         | 6  | 3 | 1  | 2 | 0  | 23 | 15 | 8   |
| +003, | Étoile noire de Strasbourg | 6  | 1 | 1  | 2 | 2  | 17 | 18 | 6   |
| +004, | Scorpions de Mulhouse      | 6  | 0 | 1  | 4 | 1  | 11 | 27 | 3   |

| 11 septembre 2012 | Amiens | 4-3 (pr) (1-1, 2-0, 0-2, 1-0) | Strasbourg | 1 800 spectateurs |

| Feuille de match | Feuille de match | Feuille de match | Feuille de match | Feuille de match |
| ---------------- | ---------------- | ---------------- | ---------------- | ---------------- |
|                  |                  |                  |                  |                  |
|                  |                  |                  |                  |                  |
| 12 min           | Pénalités        | 6 min            |                  |                  |
|                  |                  |                  |                  |                  |

| 11 septembre 2012 | Mulhouse | 1-3 (1-1, 0-1, 0-1) | Épinal | 827 spectateurs |

| Feuille de match | Feuille de match | Feuille de match | Feuille de match | Feuille de match |
| ---------------- | ---------------- | ---------------- | ---------------- | ---------------- |
|                  |                  |                  |                  |                  |
|                  |                  |                  |                  |                  |
| 24 min           | Pénalités        | 26 min           |                  |                  |
|                  |                  |                  |                  |                  |

| 18 septembre 2012 | Strasbourg | 3-4 (pr) (1-1, 2-1, 0-1, 0-1) | Mulhouse | Patinoire Iceberg 560 spectateurs |

| Feuille de match | Feuille de match | Feuille de match | Feuille de match | Feuille de match |
| ---------------- | ---------------- | ---------------- | ---------------- | ---------------- |
|                  |                  |                  |                  |                  |
|                  |                  |                  |                  |                  |
| 22 min           | Pénalités        | 12 min           |                  |                  |
|                  |                  |                  |                  |                  |

| 18 septembre 2012 | Épinal | 3-2 (0-1, 2-0, 1-1) | Amiens | Patinoire de Poissompré 456 spectateurs |

| Feuille de match | Feuille de match | Feuille de match | Feuille de match | Feuille de match |
| ---------------- | ---------------- | ---------------- | ---------------- | ---------------- |
|                  |                  |                  |                  |                  |
|                  |                  |                  |                  |                  |
| 10 min           | Pénalités        | 12 min           |                  |                  |
|                  |                  |                  |                  |                  |

| 25 septembre 2012 | Strasbourg | 2-4 (0-1, 2-2, 0-1) | Épinal | Patinoire Iceberg 1 120 spectateurs |

| Feuille de match | Feuille de match | Feuille de match | Feuille de match | Feuille de match |
| ---------------- | ---------------- | ---------------- | ---------------- | ---------------- |
|                  |                  |                  |                  |                  |
|                  |                  |                  |                  |                  |
| 12 min           | Pénalités        | 8 min            |                  |                  |
|                  |                  |                  |                  |                  |

| 25 septembre 2012 | Mulhouse | 0-6 (0-2, 0-2, 0-2) | Amiens | Patinoire de l'Illberg 648 spectateurs |

| Feuille de match | Feuille de match | Feuille de match | Feuille de match | Feuille de match |
| ---------------- | ---------------- | ---------------- | ---------------- | ---------------- |
|                  |                  |                  |                  |                  |
|                  |                  |                  |                  |                  |
| 6 min            | Pénalités        | 6 min            |                  |                  |
|                  |                  |                  |                  |                  |

### Groupe C
| Clt   | Équipe                       | PJ | V | VP | D | DP | BP | BC | Pts |
| ----- | ---------------------------- | -- | - | -- | - | -- | -- | -- | --- |
| +001, | Ducs de Dijon                | 6  | 4 | 1  | 1 | 0  | 31 | 18 | 10  |
| +002, | Pingouins de Morzine-Avoriaz | 6  | 4 | 0  | 1 | 1  | 34 | 22 | 9   |
| +003, | Chamois de Chamonix          | 6  | 3 | 0  | 3 | 0  | 28 | 27 | 6   |
| +004, | Équipe de France junior      | 6  | 0 | 0  | 6 | 0  | 11 | 37 | 0   |

| 3 septembre 2012 | Dijon | 5-2 (2-0, 3-1, 0-1) | France U20 | Patinoire municipale de Dijon 285 spectateurs |

| Feuille de match | Feuille de match | Feuille de match        | Feuille de match | Feuille de match                      |
| ---------------- | ---------------- | ----------------------- | ---------------- | ------------------------------------- |
|                  |                  |                         |                  | Arbitrage : Gremion Courgeon Geoffroy |
| Joffrey Pingrit  | Gardiens         | Julian Barrier-Heyligen |                  |                                       |
| 10 min           | Pénalités        | 16 min                  |                  |                                       |
|                  |                  |                         |                  |                                       |

| 4 septembre 2012 | France U20 | 2-5 (0-1, 2-2, 0-2) | Dijon | Patinoire municipale de Dijon 155 spectateurs |

| Feuille de match | Feuille de match | Feuille de match | Feuille de match | Feuille de match |
| ---------------- | ---------------- | ---------------- | ---------------- | ---------------- |
|                  |                  |                  |                  |                  |
|                  |                  |                  |                  |                  |
|                  |                  |                  |                  |                  |
|                  |                  |                  |                  |                  |

| 5 septembre 2012 | Chamonix | 12-2 (5-0, 2-1, 5-1) | France U20 | Patinoire Richard Bozon |

| Feuille de match | Feuille de match | Feuille de match | Feuille de match | Feuille de match |
| ---------------- | ---------------- | ---------------- | ---------------- | ---------------- |
|                  |                  |                  |                  |                  |
|                  |                  |                  |                  |                  |
|                  |                  |                  |                  |                  |
|                  |                  |                  |                  |                  |

| 11 septembre 2012 | Chamonix | 2-8 (1-2, 1-3, 0-3) | Morzine-Avoriaz | Patinoire Richard Bozon |

| Feuille de match | Feuille de match | Feuille de match | Feuille de match | Feuille de match |
| ---------------- | ---------------- | ---------------- | ---------------- | ---------------- |
|                  |                  |                  |                  |                  |
|                  |                  |                  |                  |                  |
|                  |                  |                  |                  |                  |
|                  |                  |                  |                  |                  |

| 12 septembre 2012 | Morzine-Avoriaz | 4-7 (2-2, 0-2, 2-3) | Chamonix | Skoda Arena 300 spectateurs |

| Feuille de match | Feuille de match | Feuille de match | Feuille de match | Feuille de match |
| ---------------- | ---------------- | ---------------- | ---------------- | ---------------- |
|                  |                  |                  |                  |                  |
|                  |                  |                  |                  |                  |
|                  |                  |                  |                  |                  |
|                  |                  |                  |                  |                  |

| 18 septembre 2012 | Chamonix | 0-3 (0-1, 0-1, 0-1) | Dijon | Patinoire Richard Bozon |

| Feuille de match | Feuille de match | Feuille de match | Feuille de match | Feuille de match |
| ---------------- | ---------------- | ---------------- | ---------------- | ---------------- |
|                  |                  |                  |                  |                  |
|                  |                  |                  |                  |                  |
|                  |                  |                  |                  |                  |
|                  |                  |                  |                  |                  |

| 25 septembre 2012 | Dijon | 3-5 (0-1, 1-2, 2-2) | Morzine-Avoriaz | Patinoire municipale de Dijon |

| Feuille de match | Feuille de match | Feuille de match | Feuille de match | Feuille de match |
| ---------------- | ---------------- | ---------------- | ---------------- | ---------------- |
|                  |                  |                  |                  |                  |
|                  |                  |                  |                  |                  |
|                  |                  |                  |                  |                  |
|                  |                  |                  |                  |                  |

| 1er octobre 2012 | France U20 | 1-3 (0-0, 0-1, 1-2) | Chamonix | Patinoire Richard Bozon |

| Feuille de match | Feuille de match | Feuille de match | Feuille de match | Feuille de match |
| ---------------- | ---------------- | ---------------- | ---------------- | ---------------- |
|                  |                  |                  |                  |                  |
|                  |                  |                  |                  |                  |
|                  |                  |                  |                  |                  |
|                  |                  |                  |                  |                  |

| 2 octobre 2012 | Morzine-Avoriaz | 6-1 (0-0, 4-0, 2-1) | France U20 | Skoda Arena 150 spectateurs |

| Feuille de match | Feuille de match | Feuille de match | Feuille de match | Feuille de match |
| ---------------- | ---------------- | ---------------- | ---------------- | ---------------- |
|                  |                  |                  |                  |                  |
|                  |                  |                  |                  |                  |
|                  |                  |                  |                  |                  |
|                  |                  |                  |                  |                  |

| 3 octobre 2012 | France U20 | 3-6 (1-2, 1-3, 1-1) | Morzine-Avoriaz | Skoda Arena 100 spectateurs |

| Feuille de match | Feuille de match | Feuille de match | Feuille de match | Feuille de match |
| ---------------- | ---------------- | ---------------- | ---------------- | ---------------- |
|                  |                  |                  |                  |                  |
|                  |                  |                  |                  |                  |
|                  |                  |                  |                  |                  |
|                  |                  |                  |                  |                  |

| 16 octobre 2012 | Dijon | 9-4 (3-1, 5-0, 1-3) | Chamonix | Patinoire municipale de Dijon 628 spectateurs |

| Feuille de match | Feuille de match | Feuille de match | Feuille de match | Feuille de match |
| ---------------- | ---------------- | ---------------- | ---------------- | ---------------- |
|                  |                  |                  |                  |                  |
|                  |                  |                  |                  |                  |
| 30 min           | Pénalités        | 12 min           |                  |                  |
|                  |                  |                  |                  |                  |

| 17 octobre 2012 | Morzine-Avoriaz | 5-6 (pr) (2-3, 1-0, 2-2, 0-1) | Dijon | Patinoire municipale de Dijon 358 spectateurs |

| Feuille de match | Feuille de match | Feuille de match | Feuille de match | Feuille de match |
| ---------------- | ---------------- | ---------------- | ---------------- | ---------------- |
|                  |                  |                  |                  |                  |
|                  |                  |                  |                  |                  |
|                  |                  |                  |                  |                  |
|                  |                  |                  |                  |                  |

### Groupe D
| Clt   | Équipe                        | PJ | V | VP | D | DP | BP | BC | Pts |
| ----- | ----------------------------- | -- | - | -- | - | -- | -- | -- | --- |
| +001, | Diables rouges de Briançon    | 6  | 6 | 0  | 0 | 0  | 30 | 10 | 12  |
| +002, | Brûleurs de Loups de Grenoble | 6  | 3 | 0  | 3 | 0  | 15 | 13 | 6   |
| +003, | Rapaces de Gap                | 6  | 2 | 0  | 4 | 0  | 18 | 24 | 4   |
| +004, | Ours de Villard-de-Lans       | 6  | 1 | 0  | 5 | 0  | 9  | 25 | 2   |

| 11 septembre 2012 | Briançon | 6-1 (1-0, 3-0, 2-1) | Villard-de-Lans | Patinoire René Froger 703 spectateurs |

| Feuille de match | Feuille de match | Feuille de match            | Feuille de match                       | Feuille de match                   |
| ---------------- | --- | --------------------------- | -------------------------------------- | ---------------------------------- |
|                  | 13 min 9 s, Šivic (Jokinen, Lampérier) 20 min 19 s, Bernier (Lafrance, Wysopal) 31 min 38 s, Lafrance (Bernier) SN 39 min 37 s, Korenko (Chakiachvili, Šivic) SN 47 min 33 s, Rohat (Bourgaut) IN 57 min 17 s, Labrecque (Linkomaa, Quemener) | 1-0 2-0 3-0 4-0 4-1 5-1 6-1 | 43 min 10 s, Pitsikoulis (Ringberg) SN | Arbitrage : Colléoni Gielly Margry |
| Ronan Quemener   | Gardiens | Jeff Lerg                   |                                        | Arbitrage : Colléoni Gielly Margry |
| 16 min           | Pénalités | 14 min                      |                                        | Arbitrage : Colléoni Gielly Margry |
|                  | |                             |                                        | Arbitrage : Colléoni Gielly Margry |

| 11 septembre 2012 | Grenoble | 4-2 (0-0, 2-1, 2-1) | Gap | Patinoire Pôle Sud 2 400 spectateurs |

| Feuille de match | Feuille de match | Feuille de match | Feuille de match | Feuille de match |
| ---------------- | ---------------- | ---------------- | ---------------- | ---------------- |
|                  |                  |                  |                  |                  |
|                  |                  |                  |                  |                  |
|                  |                  |                  |                  |                  |
|                  |                  |                  |                  |                  |

| 18 septembre 2012 | Villard-de-Lans | 0-3 (0-0, 0-2, 0-1) | Gap | Patinoire André Ravix 230 spectateurs |

| Feuille de match | Feuille de match | Feuille de match | Feuille de match | Feuille de match |
| ---------------- | ---------------- | ---------------- | ---------------- | ---------------- |
|                  |                  | 0-1 0-2 0-3      |                  |                  |
|                  |                  |                  |                  |                  |
| 12 min           | Pénalités        | 18 min           |                  |                  |
|                  |                  |                  |                  |                  |

| 18 septembre 2012 | Briançon | 4-1 (2-1, 1-0, 1-0) | Grenoble | Patinoire René Froger 684 spectateurs |

| Feuille de match | Feuille de match | Feuille de match    | Feuille de match                               | Feuille de match                              |
| ---------------- | --- | ------------------- | ---------------------------------------------- | --------------------------------------------- |
|                  | 7 min 57 s , Jokinen (Bourgaut, Linkomaa) 8 min 21 s , Goličič (Bernier, Labrecque) 38 min 35 s, Jokinen (Bourgaut, Rohat) 59 min 31 s , Lafrance (Trabichet, Bernier) SN | 0-1 1-1 2-1 3-1 4-1 | 3 min 21 s, Arrossamena (Leblond, Crossman) IN | Arbitrage : J. Bergamelli M. Barbez G. Gielly |
| Ronan Quemener   | Gardiens | Sébastien Raibon    |                                                | Arbitrage : J. Bergamelli M. Barbez G. Gielly |
| 36 min           | Pénalités | 16 min              |                                                | Arbitrage : J. Bergamelli M. Barbez G. Gielly |
|                  | |                     |                                                | Arbitrage : J. Bergamelli M. Barbez G. Gielly |

| 25 septembre 2012 | Gap | 2-5 (1-1, 0-2, 1-2) | Grenoble | Alp’Arena 916 spectateurs |

| Feuille de match | Feuille de match | Feuille de match | Feuille de match | Feuille de match |
| ---------------- | ---------------- | ---------------- | ---------------- | ---------------- |
|                  |                  |                  |                  |                  |
|                  |                  |                  |                  |                  |
|                  |                  |                  |                  |                  |
|                  |                  |                  |                  |                  |

| 25 septembre 2012 | Villard-de-Lans | 1-7 (1-2, 0-4, 0-1) | Briançon | Patinoire André Ravix 260 spectateurs |

| Feuille de match | Feuille de match                            | Feuille de match                | Feuille de match | Feuille de match                     |
| ---------------- | ------------------------------------------- | ------------------------------- | --- | ------------------------------------ |
|                  | 5 min 13 s, Ringberg (Couture, Pitsikoulis) | 0-1 1-1 1-2 1-3 1-4 1-5 1-6 1-7 | 4 min 5 s , Goličič (Lafrance, Bernier) SN 19 min 57 s, Lafrance (Bernier, Goličič) SN 20 min 45 s, Lafrance (Bernier, Szélig) SN 26 min 54 s , Jokinen (Labrecque, Linkomaa) 30 min 12 s, Jokinen (Šivic, Korenko) SN 31 min 23 s , Di Dio Balsamo (Rohat, Wysopal) 41 min 20 s, Lafrance (Bernier) SN | Arbitrage : Colléoni Margry Peurière |
| Pascal Favarin   | Gardiens                                    | Aurélien Bertrand               | | Arbitrage : Colléoni Margry Peurière |
| 12 min           | Pénalités                                   | 4 min                           | | Arbitrage : Colléoni Margry Peurière |
|                  |                                             |                                 | | Arbitrage : Colléoni Margry Peurière |

| 2 octobre 2012 | Gap | 5-4 (1-1, 2-1, 2-2) | Villard-de-Lans | Alp'Arena |

| Feuille de match | Feuille de match | Feuille de match | Feuille de match | Feuille de match |
| ---------------- | ---------------- | ---------------- | ---------------- | ---------------- |
|                  |                  |                  |                  |                  |
|                  |                  |                  |                  |                  |
|                  |                  |                  |                  |                  |
|                  |                  |                  |                  |                  |

| 2 octobre 2012 | Grenoble | 1-2 (0-1, 1-0, 0-1) | Briançon | Patinoire Pôle Sud 2 850 spectateurs |

| Feuille de match&ShowGameSheet=0 | Feuille de match&ShowGameSheet=0          | Feuille de match&ShowGameSheet=0 | Feuille de match&ShowGameSheet=0                                         | Feuille de match&ShowGameSheet=0     |
| -------------------------------- | ----------------------------------------- | -------------------------------- | ------------------------------------------------------------------------ | ------------------------------------ |
|                                  | 27 min 33 s, Mc Grane (Tardif, Suzzarini) | 0-1 1-1 1-2                      | 13 min 8 s , Bernier (Šivic, Lafrance) 50 min 37 s , Goličič (Labrecque) | Arbitrage : Bergamelli Courgeon Popa |
| Sébastien Raibon                 | Gardiens                                  | Ronan Quemener                   |                                                                          | Arbitrage : Bergamelli Courgeon Popa |
| 6 min                            | Pénalités                                 | 22 min                           |                                                                          | Arbitrage : Bergamelli Courgeon Popa |
|                                  |                                           |                                  |                                                                          | Arbitrage : Bergamelli Courgeon Popa |

| 9 octobre 2012 | Briançon | 8-5 (4-2, 3-2, 1-0) | Gap | Patinoire René Froger 1 018 spectateurs |

| Feuille de match                 | Feuille de match | Feuille de match                                    | Feuille de match | Feuille de match                            |
| -------------------------------- | --- | --------------------------------------------------- | --- | ------------------------------------------- |
|                                  | 4 min 3 s, Bernier (Lampérier) 7 min 32 s, Korenko (Lampérier, Wysopal) SN 8 min 51 s, Lafrance (Bernier, Lampérier) 10 min 44 s, Frecon (Rouillard, Korenko) 28 min 26 s, Lampérier (Goličič, Labrecque) 35 min 5 s, Šivic (Lampérier, Jokinen) 35 min 51 s, Šivic (Bernier, Wysopal) 45 min 15 s, Šivic (Bernier, Lafrance) | 1-0 1-1 2-1 3-1 4-1 4-2 4-3 4-4 5-4 6-4 7-4 7-5 8-5 | 4 min 54 s, Circelli (Moore, Mäntylä) SN 16 min 15 s, Mäntylä (Circelli, Paradis) SN 20 min 23 s, Paradis (Circelli, Mäntylä) SN 21 min 50 s, Abramov (Cornaire, Moore) 42 min 7 s, André (Moore) | Arbitrage : B. Colléoni G. Gielly M. Barbez |
| Ronan Quemener Aurélien Bertrand | Gardiens | Julian Barrier-Heyligen                             | | Arbitrage : B. Colléoni G. Gielly M. Barbez |
| 12 min                           | Pénalités | 8 min                                               | | Arbitrage : B. Colléoni G. Gielly M. Barbez |
|                                  | |                                                     | | Arbitrage : B. Colléoni G. Gielly M. Barbez |

| 9 octobre 2012 | Grenoble | 1-2 (0-0, 1-1, 0-1) | Villard-de-Lans | Patinoire Pôle Sud |

| Feuille de match | Feuille de match | Feuille de match | Feuille de match | Feuille de match |
| ---------------- | ---------------- | ---------------- | ---------------- | ---------------- |
|                  |                  |                  |                  |                  |
|                  |                  |                  |                  |                  |
|                  |                  |                  |                  |                  |
|                  |                  |                  |                  |                  |

| 16 octobre 2012 | Gap | 1-3 (0-1, 0-0, 1-2) | Briançon | Alp'Arena 1 860 spectateurs |

| Feuille de match&ShowGameSheet=0 | Feuille de match&ShowGameSheet=0 | Feuille de match&ShowGameSheet=0 | Feuille de match&ShowGameSheet=0                                                                                             | Feuille de match&ShowGameSheet=0       |
| -------------------------------- | -------------------------------- | -------------------------------- | --- | -------------------------------------- |
|                                  | 58 min 6 s, Virpiö (Moore)       | 0-1 0-2 1-2 1-3                  | 15 min 13 s, Wysopal (Szélig, Jokinen) 54 min 28 s, Šivic (Lafrance, Bernier) 59 min 10 s, Bernier (Šivic, Szélig) cage vide | Arbitrage : Bergamelli Gielly Peurière |
| Michael Zacharias                | Gardiens                         | Aurélien Bertrand                | | Arbitrage : Bergamelli Gielly Peurière |
| 2 min                            | Pénalités                        | 10 min                           | | Arbitrage : Bergamelli Gielly Peurière |
|                                  |                                  |                                  | | Arbitrage : Bergamelli Gielly Peurière |

| 16 octobre 2012 | Villard-de-Lans | 1-3 (0-0, 0-3, 1-0) | Grenoble | Patinoire André Ravix |

| Feuille de match | Feuille de match | Feuille de match | Feuille de match | Feuille de match |
| ---------------- | ---------------- | ---------------- | ---------------- | ---------------- |
|                  |                  | 0-1 0-2 0-3 1-3  |                  |                  |
|                  |                  |                  |                  |                  |
|                  |                  |                  |                  |                  |
|                  |                  |                  |                  |                  |

## Séries éliminatoires
Le premier nombre représente le score cumulé sur l'ensemble des deux rencontres. Entre parenthèses, les scores des matchs aller puis retour sont mentionnés.
|  | Quarts de finale                   | Quarts de finale                   | Quarts de finale              | Quarts de finale              |                  |                  | Demi-finales              | Demi-finales              | Demi-finales              | Demi-finales              |  |  | Finale                                     | Finale                                     | Finale                                     | Finale                                     |
|  |                                    |                                    |                               |                               |                  |                  |                           |                           |                           |                           |  |  |                                            |                                            |                                            |                                            |
|  | 30 octobre et 14 novembre          | 30 octobre et 14 novembre          | 30 octobre et 14 novembre     | 30 octobre et 14 novembre     |                  |                  | 27 novembre et 4 décembre | 27 novembre et 4 décembre | 27 novembre et 4 décembre | 27 novembre et 4 décembre |  |  | 26 décembre, Patinoire de Méribel, Méribel | 26 décembre, Patinoire de Méribel, Méribel | 26 décembre, Patinoire de Méribel, Méribel | 26 décembre, Patinoire de Méribel, Méribel |
|  | 30 octobre et 14 novembre          | 30 octobre et 14 novembre          | 30 octobre et 14 novembre     | 30 octobre et 14 novembre     |                  |                  | 27 novembre et 4 décembre | 27 novembre et 4 décembre | 27 novembre et 4 décembre | 27 novembre et 4 décembre |  |  | 26 décembre, Patinoire de Méribel, Méribel | 26 décembre, Patinoire de Méribel, Méribel | 26 décembre, Patinoire de Méribel, Méribel | 26 décembre, Patinoire de Méribel, Méribel |
|  | (A1) Dragons de Rouen              | (A1) Dragons de Rouen              | 10 (5+5)                      | 10 (5+5)                      |                  |                  | 27 novembre et 4 décembre | 27 novembre et 4 décembre | 27 novembre et 4 décembre | 27 novembre et 4 décembre |  |  | 26 décembre, Patinoire de Méribel, Méribel | 26 décembre, Patinoire de Méribel, Méribel | 26 décembre, Patinoire de Méribel, Méribel | 26 décembre, Patinoire de Méribel, Méribel |
|  | (A1) Dragons de Rouen              | (A1) Dragons de Rouen              | 10 (5+5)                      | 10 (5+5)                      |                  |                  | 27 novembre et 4 décembre | 27 novembre et 4 décembre | 27 novembre et 4 décembre | 27 novembre et 4 décembre |  |  | 26 décembre, Patinoire de Méribel, Méribel | 26 décembre, Patinoire de Méribel, Méribel | 26 décembre, Patinoire de Méribel, Méribel | 26 décembre, Patinoire de Méribel, Méribel |
|  | (B2) Gothiques d'Amiens            | (B2) Gothiques d'Amiens            | 6 (3+3)                       | 6 (3+3)                       |                  |                  | 27 novembre et 4 décembre | 27 novembre et 4 décembre | 27 novembre et 4 décembre | 27 novembre et 4 décembre |  |  | 26 décembre, Patinoire de Méribel, Méribel | 26 décembre, Patinoire de Méribel, Méribel | 26 décembre, Patinoire de Méribel, Méribel | 26 décembre, Patinoire de Méribel, Méribel |
|  | (B2) Gothiques d'Amiens            | (B2) Gothiques d'Amiens            | 6 (3+3)                       | 6 (3+3)                       | Dragons de Rouen | Dragons de Rouen | 7 (2+5)                   | 7 (2+5)                   |                           |                           |  |  | 26 décembre, Patinoire de Méribel, Méribel | 26 décembre, Patinoire de Méribel, Méribel | 26 décembre, Patinoire de Méribel, Méribel | 26 décembre, Patinoire de Méribel, Méribel |
|  | 30 octobre et 14 novembre          |                                    |                               |                               | Dragons de Rouen | Dragons de Rouen | 7 (2+5)                   | 7 (2+5)                   |                           |                           |  |  | 26 décembre, Patinoire de Méribel, Méribel | 26 décembre, Patinoire de Méribel, Méribel | 26 décembre, Patinoire de Méribel, Méribel | 26 décembre, Patinoire de Méribel, Méribel |
|  |                                    |                                    | Brûleurs de Loups de Grenoble | Brûleurs de Loups de Grenoble | 2 (1+1)          | 2 (1+1)          |                           |                           |                           |                           |  |  | 26 décembre, Patinoire de Méribel, Méribel | 26 décembre, Patinoire de Méribel, Méribel | 26 décembre, Patinoire de Méribel, Méribel | 26 décembre, Patinoire de Méribel, Méribel |
|  | (C1) Ducs de Dijon                 | (C1) Ducs de Dijon                 | Brûleurs de Loups de Grenoble | Brûleurs de Loups de Grenoble | 2 (1+1)          | 2 (1+1)          | 1 (1+0)                   | 1 (1+0)                   |                           |                           |  |  | 26 décembre, Patinoire de Méribel, Méribel | 26 décembre, Patinoire de Méribel, Méribel | 26 décembre, Patinoire de Méribel, Méribel | 26 décembre, Patinoire de Méribel, Méribel |
|  | (C1) Ducs de Dijon                 | (C1) Ducs de Dijon                 | 27 novembre et 4 décembre     |                               |                  |                  | 1 (1+0)                   | 1 (1+0)                   |                           |                           |  |  | 26 décembre, Patinoire de Méribel, Méribel | 26 décembre, Patinoire de Méribel, Méribel | 26 décembre, Patinoire de Méribel, Méribel | 26 décembre, Patinoire de Méribel, Méribel |
|  | (D2) Brûleurs de Loups de Grenoble | (D2) Brûleurs de Loups de Grenoble | 9 (5+4)                       | 9 (5+4)                       |                  |                  |                           |                           |                           |                           |  |  | 26 décembre, Patinoire de Méribel, Méribel | 26 décembre, Patinoire de Méribel, Méribel | 26 décembre, Patinoire de Méribel, Méribel | 26 décembre, Patinoire de Méribel, Méribel |
|  | (D2) Brûleurs de Loups de Grenoble | (D2) Brûleurs de Loups de Grenoble | 9 (5+4)                       | 9 (5+4)                       | Dragons de Rouen | Dragons de Rouen | 4                         | 4                         |                           |                           |  |  |                                            |                                            |                                            |                                            |
|  | 30 octobre et 14 novembre          |                                    |                               |                               | Dragons de Rouen | Dragons de Rouen | 4                         | 4                         |                           |                           |  |  |                                            |                                            |                                            |                                            |
|  |                                    |                                    | Ducs d'Angers                 | Ducs d'Angers                 | 3                | 3                |                           |                           |                           |                           |  |  |                                            |                                            |                                            |                                            |
|  | (B1) Dauphins d'Épinal             | (B1) Dauphins d'Épinal             | Ducs d'Angers                 | Ducs d'Angers                 | 3                | 3                | 7 (2+5)                   | 7 (2+5)                   |                           |                           |  |  |                                            |                                            |                                            |                                            |
|  | (B1) Dauphins d'Épinal             | (B1) Dauphins d'Épinal             |                               |                               |                  |                  |                           |                           |                           |                           |  |  |                                            |                                            |                                            |                                            |
|  | (A2) Ducs d'Angers                 | (A2) Ducs d'Angers                 | 13 (4+9)                      | 13 (4+9)                      |                  |                  |                           |                           |                           |                           |  |  |                                            |                                            |                                            |                                            |
|  | (A2) Ducs d'Angers                 | (A2) Ducs d'Angers                 | 13 (4+9)                      | 13 (4+9)                      | Ducs d'Angers    | Ducs d'Angers    | 8 (5-3)                   | 8 (5-3)                   |                           |                           |  |  |                                            |                                            |                                            |                                            |
|  | 30 octobre et 14 novembre          |                                    |                               |                               | Ducs d'Angers    | Ducs d'Angers    | 8 (5-3)                   | 8 (5-3)                   |                           |                           |  |  |                                            |                                            |                                            |                                            |
|  |                                    |                                    | Diables Rouges de Briançon    | Diables Rouges de Briançon    | 3 (1+2)          | 3 (1+2)          |                           |                           |                           |                           |  |  |                                            |                                            |                                            |                                            |
|  | (D1) Diables Rouges de Briançon    | (D1) Diables Rouges de Briançon    | Diables Rouges de Briançon    | Diables Rouges de Briançon    | 3 (1+2)          | 3 (1+2)          | 6 (3+3)                   | 6 (3+3)                   |                           |                           |  |  |                                            |                                            |                                            |                                            |
|  | (D1) Diables Rouges de Briançon    | (D1) Diables Rouges de Briançon    |                               |                               |                  |                  |                           | 6 (3+3)                   |                           |                           |  |  |                                            |                                            |                                            |                                            |
|  | (C2) Pingouins de Morzine-Avoriaz  | (C2) Pingouins de Morzine-Avoriaz  | 4 (2+2)                       | 4 (2+2)                       |                  |                  |                           |                           |                           |                           |  |  |                                            |                                            |                                            |                                            |
|  | (C2) Pingouins de Morzine-Avoriaz  | (C2) Pingouins de Morzine-Avoriaz  | 4 (2+2)                       | 4 (2+2)                       |                  |                  |                           |                           |                           |                           |  |  |                                            |                                            |                                            |                                            |
|  |                                    |                                    |                               |                               |                  |                  |                           |                           |                           |                           |  |  |                                            |                                            |                                            |                                            |

### Quarts de finale
Lors du match aller des quarts de finale, les Dragons de Rouen s'imposent 5-3 sur la patinoire des Gothiques d'Amiens après avoir été menés sur le score de 3-0 au bout d'une vingtaine de minutes de jeu. Angers s'impose sur sa glace face à Épinal sur le score de 4-2 et Grenoble fait de même contre Dijon 5-1. Dans le dernier quart de finale, Briançon est mené au score par Morzine-Avoriaz 2-0 au milieu de la deuxième période avant d'inscrire trois buts pour une victoire finale 3-2.
| 30 octobre 2012 | Amiens | 3-5 (2-0, 1-3, 0-2) | Rouen | Coliséum |

| Feuille de match | Feuille de match | Feuille de match                | Feuille de match | Feuille de match                         |
| ---------------- | --- | ------------------------------- | --- | ---------------------------------------- |
|                  | R. Carpentier (D. Bastien - J. Broissoit-Corriveau) — 1 min 26 s V. Bachet (K. Bergin - M. Gascon) (SN) — 7 min 57 s D. Bastien (T. Roussel - J. Broissoit-Corriveau) — 20 min 38 s - | 1-0 2-0 3-0 3-1 3-2 3-3 3-4 3-5 | - 24 min 40 s — FP. Guénette 29 min 20 s — D. Fredriksson (J. Štefanka - M. Ďurák) 30 min 55 s — I. Salmivirta (A. Rech - J. Janil) 51 min 24 s — FP. Guénette (MA. Thinel - J. Desrosiers) 55 min 23 s — L. Benoît (I. Salmivirta - A. Rech) | Arbitrage : N. Barbez Y. Furet P. Dehaen |
| J. Santanen      | Gardiens | F. Lhenry                       | | Arbitrage : N. Barbez Y. Furet P. Dehaen |
| 4 min            | Pénalités | 4 min                           | | Arbitrage : N. Barbez Y. Furet P. Dehaen |
|                  | |                                 | | Arbitrage : N. Barbez Y. Furet P. Dehaen |

| 30 octobre 2012 | Angers | 4-2 (3-1, 0-1, 1-0) | Épinal | Patinoire du Haras 1 064 spectateurs |

| Feuille de match | Feuille de match | Feuille de match        | Feuille de match                                                                        | Feuille de match |
| ---------------- | --- | ----------------------- | --------------------------------------------------------------------------------------- | ---------------- |
|                  | É. Fortier (R. Gaborit - C. Campbell) — 0 min 23 s - V. Michel (J. Albert - B. Henderson) — 5 min 59 s B. Henderson (J. Albert - B. Walls) — 19 min 44 s - J. Bellemare (M. Bélanger - B. Walls) — 45 min 15 s | 1-0 1-1 2-1 3-1 3-2 4-2 | - 5 min 33 s — S. Gauthier - - 28 min 51 s — D. Bouchard (S. Gauthier - G. Susanj) (SN) |                  |
| A. Neau          | Gardiens | A. Ahlqvist             |                                                                                         |                  |
| 10 min           | Pénalités | 10 min                  |                                                                                         |                  |
|                  | |                         |                                                                                         |                  |

| 30 octobre 2012 | Grenoble | 5-1 (2-1, 1-0, 2-0) | Dijon | Pôle Sud 2 850 spectateurs |

| Feuille de match | Feuille de match | Feuille de match        | Feuille de match                                     | Feuille de match |
| ---------------- | --- | ----------------------- | ---------------------------------------------------- | ---------------- |
|                  | J. Bedin (N. Antonoff - K. Dusseau) — 3 min 26 s F. Ouimet (L. Tardif) — 5 min 11 s - M. Le Blond (E. McGrane - F. Desrosiers) (SN) — 23 min 50 s F. Desrosiers (M. Vaskivuo - E. McGrane) — 41 min 50 s F. Ouimet (J. Bedin - L. Tardif) — 51 min 33 s | 1-0 2-0 2-1 3-1 4-1 5-1 | - 19 min 13 s — N. Ritz (Y. Skinnars - J.Vas) (SN) - |                  |
| S. Raibon        | Gardiens | K. Tillanen             |                                                      |                  |
| 14 min           | Pénalités | 12 min                  |                                                      |                  |
|                  | |                         |                                                      |                  |

| 30 octobre 2012 | Morzine-Avoriaz | 2-3 (2-0, 0-3, 0-0) | Briançon | Skoda Arena 500 spectateurs |

| Feuille de match      | Feuille de match                                                              | Feuille de match    | Feuille de match | Feuille de match                  |
| --------------------- | ----------------------------------------------------------------------------- | ------------------- | --- | --------------------------------- |
|                       | 11 min 26 s, Weihager (Cheverie, Szabo) 13 min 19 s, Doucet (Jestin, Ohlsson) | 1-0 2-0 2-1 2-2 2-3 | 32 min 59 s , Sivic (Bernier, Lafrance) 34 min 16 s , Di Dio Balsamo IN 36 min 48 s , Goličič (Labrecque, Milovanovič) SN | Arbitrage : Velay Courgeon Margry |
| Henri-Corentin Buysse | Gardiens                                                                      | Ronan Quemener      | | Arbitrage : Velay Courgeon Margry |
| 34 min                | Pénalités                                                                     | 49 min              | | Arbitrage : Velay Courgeon Margry |
|                       |                                                                               |                     | | Arbitrage : Velay Courgeon Margry |

Lors des matchs retour, le 14 novembre 2012, Épinal est dominé par Angers sur le score de 5-9 avec huit buts angevins inscrits par huit buteurs différents. Les Brûleurs de Loups de Grenoble parviennent à battre les joueurs de Dijon en offrant à leur gardien, Sébastien Raibon, un blanchissage 4-0. Comme lors du match aller, Briançon est mené au score par Morzine-Avoriaz lors deux premiers tiers avant de réussir à l'emporter 3-2 à la fin du temps réglementaire. Dans le dernier quart de finale, Amiens prend les devants 2-0 puis 3-1 avant de laisser filer le match et voir la victoire de Rouen sur le score final de 5-3.
| 14 novembre 2012 | Épinal | 5-9 (1-2, 2-4, 2-3) | Angers | Patinoire de Poissompré 504 spectateurs |

| Feuille de match | Feuille de match | Feuille de match | Feuille de match | Feuille de match |
| ---------------- | ---------------- | ---------------- | ---------------- | ---------------- |
|                  |                  |                  |                  |                  |
|                  |                  |                  |                  |                  |
|                  |                  |                  |                  |                  |
|                  |                  |                  |                  |                  |

| 14 novembre 2012 | Dijon | 0-4 | Grenoble | Patinoire Trimolet 583 spectateurs |

| Feuille de match | Feuille de match | Feuille de match | Feuille de match | Feuille de match |
| ---------------- | ---------------- | ---------------- | --- | ---------------- |
|                  | -                | 0-1 0-2 0-3 0-4  | 20 min 11 s — N. Arrossamena (C. Tartari - J. Baylacq) 24 min 53 s — E. McGrane (M. Vaskivuo - B. Amar) 30 min 41 s — N. Arrossamena (B. Amar - K. Dusseau) 51 min 21 s — M. Vaskivuo (F. Desrosiers) |                  |
| K. Tillanen      | Gardiens         | S. Raibon        | |                  |
| 8 min            | Pénalités        | 10 min           | |                  |
|                  |                  |                  | |                  |

| 14 novembre 2012 | Briançon | 3-2 (1-1, 0-1, 2-0) | Morzine-Avoriaz | Patinoire René Froger 1 400 spectateurs |

| Feuille de match&ShowGameSheet=0 | Feuille de match&ShowGameSheet=0                                                                                              | Feuille de match&ShowGameSheet=0 | Feuille de match&ShowGameSheet=0                                                      | Feuille de match&ShowGameSheet=0     |
| -------------------------------- | --- | -------------------------------- | ------------------------------------------------------------------------------------- | ------------------------------------ |
|                                  | 5 min 39 s, Jokinen (Lampérier, Labrecque) 45 min 35 s, Goličič (Lampérier, Korenko) 49 min 47 s, Frecon (Bourgaut, Rohat) SN | 1-0 1-1 1-2 2-2 3-2              | 12 min 24 s, J. Besson (C. Papa, Kluuskeri) 23 min 39 s, Ohlsson (Cheverie, Weihager) | Arbitrage : Bergamelli Margry Gielly |
| Ronan Quemener                   | Gardiens | Henri-Corentin Buysse            |                                                                                       | Arbitrage : Bergamelli Margry Gielly |
| 6 min                            | Pénalités | 12 min                           |                                                                                       | Arbitrage : Bergamelli Margry Gielly |
|                                  | |                                  |                                                                                       | Arbitrage : Bergamelli Margry Gielly |

| 14 novembre 2012 | Rouen | 5-3 (0-2, 3-1, 2-0) | Amiens | Île Lacroix 2 646 spectateurs |

| Feuille de match | Feuille de match | Feuille de match                | Feuille de match | Feuille de match                                       |
| ---------------- | --- | ------------------------------- | --- | ------------------------------------------------------ |
|                  | - É. Castonguay (J. Åkerman - MA. Thinel) (SN) — 20 min 51 s - D. Fredriksson (I. Salmivirta - É. Castonguay) (SN) — 30 min 47 s FP. Guénette (J. Åkerman - É. Castonguay) (SN) — 39 min 1 s FP. Guénette (D. Fredriksson - J. Janil) — 48 min 6 s FP. Guénette (MA. Thinel - J. Åkerman) — 52 min 19 s | 0-1 0-2 1-2 1-3 2-3 3-3 4-3 5-3 | 7 min 6 s — K. Bergin (J. Santala - M. Gascon) 12 min 58 s — R. Bault (L. Bašič - M. Serer) - 26 min 21 s — L. Bašič (D. Bastien - M. Gascon) (SN) - - | Arbitrage : Alexandre Hauchart Mathieu Loos Yann Furet |
| F. Lhenry        | Gardiens | J. Santanen                     | | Arbitrage : Alexandre Hauchart Mathieu Loos Yann Furet |
| 8 min            | Pénalités | 8 min                           | | Arbitrage : Alexandre Hauchart Mathieu Loos Yann Furet |
|                  | |                                 | | Arbitrage : Alexandre Hauchart Mathieu Loos Yann Furet |

### Demi-finales
| 27 novembre 2012 | Angers | 5-1 (2-0, 2-1, 1-0) | Briançon | Patinoire du Haras 1 077 spectateurs |

| Feuille de match | Feuille de match | Feuille de match        | Feuille de match                               | Feuille de match                                        |
| ---------------- | --- | ----------------------- | ---------------------------------------------- | ------------------------------------------------------- |
|                  | 14 min 49 s, Fortier (Campbell, Gaborit) SN 16 min 15 s, Bellemare 26 min 42 s, Bellemare (Campbell, Harty) 30 min 6 s, Doyle (Jokinen) 45 min 17 s, Fortier (Bellemare) | 1-0 2-0 3-0 4-0 4-1 5-1 | 35 min 50 s, Milovanovič (Lampérier, Šivic) SN | Arbitrage : Nicolas Barbez Pierre Dehaen Thomas Caillot |
| Florian Hardy    | Gardiens | Ronan Quemener          |                                                | Arbitrage : Nicolas Barbez Pierre Dehaen Thomas Caillot |
| 10 min           | Pénalités | 12 min                  |                                                | Arbitrage : Nicolas Barbez Pierre Dehaen Thomas Caillot |
|                  | |                         |                                                | Arbitrage : Nicolas Barbez Pierre Dehaen Thomas Caillot |

| 27 novembre 2012 | Grenoble | 1-2 (1-0, 0-2, 0-0) | Rouen | Pôle Sud 2 850 spectateurs |

| Feuille de match | Feuille de match                                    | Feuille de match | Feuille de match                                                                                              | Feuille de match |
| ---------------- | --------------------------------------------------- | ---------------- | --- | ---------------- |
|                  | M. Vaskivuo (F. Ouimet - E. McGrane) — 1 min 26 s - | 1-0 1-1 1-2      | - 20 min 45 s — A. Tavželj (FP. Guénette - MA. Thinel) 38 min 27 s — R. Gutierrez (J. Štefanka - L. Lahesalu) |                  |
| S. Raibon        | Gardiens                                            | F. Lhenry        | |                  |
| 10 min           | Pénalités                                           | 16 min           | |                  |
|                  |                                                     |                  | |                  |

| 4 décembre 2012 | Briançon | 2-3 (0-1, 1-0, 1-2) | Angers | Patinoire René Froger 887 spectateurs |

| Feuille de match | Feuille de match                                                        | Feuille de match    | Feuille de match                                                                                              | Feuille de match                   |
| ---------------- | ----------------------------------------------------------------------- | ------------------- | --- | ---------------------------------- |
|                  | 21 min 11 s, Goličič (Korenko, Labrecque) 53 min 29 s, Lafrance (Šivic) | 0-1 1-1 1-2 2-2 2-3 | 18 min 35 s, Jokinen (Henderson, Albert) 50 min 37 s, Fortier (Ranallo) SN 59 min 54 s, Henderson (cage vide) | Arbitrage : Colléoni Gielly Margry |
| Ronan Quemener   | Gardiens                                                                | Florian Hardy       | | Arbitrage : Colléoni Gielly Margry |
| 39 min           | Pénalités                                                               | 10 min              | | Arbitrage : Colléoni Gielly Margry |
|                  |                                                                         |                     | | Arbitrage : Colléoni Gielly Margry |

| 4 décembre 2012 | Rouen | 5-1 (1-0, 2-1, 2-0) | Grenoble | Île Lacroix 2 680 spectateurs |

| Feuille de match | Feuille de match | Feuille de match        | Feuille de match                                                 | Feuille de match                                       |
| ---------------- | --- | ----------------------- | ---------------------------------------------------------------- | ------------------------------------------------------ |
|                  | A. Rech (É. Castonguay - J. Desrosiers) — 13 min 58 s J. Janil (R. Gutierrez - J. Štefanka) — 31 min 4 s - É. Castonguay (J. Desrosiers - R. Gutierrez) — 38 min 4 s I. Salmivirta (J. Štefanka - R. Gutierrez) — 52 min 21 s MA. Thinel (A. Tavželj) — 53 min 51 s | 1-0 2-0 2-1 3-1 4-1 5-1 | - 34 min 16 s — J. Baylacq (N. Arrossamena - B. Amar) (2 SN) - - | Arbitrage : Alexandre Hauchart Yann Furet Mathieu Loos |
| F. Lhenry        | Gardiens | S. Raibon               |                                                                  | Arbitrage : Alexandre Hauchart Yann Furet Mathieu Loos |
| 22 min           | Pénalités | 22 min                  |                                                                  | Arbitrage : Alexandre Hauchart Yann Furet Mathieu Loos |
|                  | |                         |                                                                  | Arbitrage : Alexandre Hauchart Yann Furet Mathieu Loos |

### Finale
| 26 décembre 2012 | Angers | 3-4 (pr) (1-1, 0-0, 2-2, 0-1) | Rouen | Patinoire de Méribel 2 499 spectateurs |

| Feuille de match | Feuille de match | Feuille de match            | Feuille de match | Feuille de match                                                         |
| ---------------- | --- | --------------------------- | --- | ------------------------------------------------------------------------ |
|                  | É. Fortier (J. May) (SN) — 4 min 27 s - C. Campbell (M. Bélanger, É. Fortier) — 51 min 16 s C. Campbell (J. Bellemare) — 54 min 42 s - | 1-0 1-1 2-1 3-1 3-2 3-3 3-4 | - 12 min 14 s — MA. Thinel (L. Benoît, J. Åkerman) - 55 min 59 s — I. Salmivirta (J. Štefanka, L. Lahesalu) 58 min 19 s — J. Desrosiers (A. Tavželj) 68 min 34 s — J. Desrosiers | Arbitrage : Nicolas Barbez et Damien Bliek Yann Furet et Gwilherm Margry |
| F. Lhenry        | Gardiens | F. Hardy                    | | Arbitrage : Nicolas Barbez et Damien Bliek Yann Furet et Gwilherm Margry |
| 8 min            | Pénalités | 18 min                      | | Arbitrage : Nicolas Barbez et Damien Bliek Yann Furet et Gwilherm Margry |
| 32               | Tirs | 40                          | | Arbitrage : Nicolas Barbez et Damien Bliek Yann Furet et Gwilherm Margry |

### Effectif vainqueur
| Vainqueur de la Coupe de la Ligue 2013 Dragons de Rouen | Gardiens de but : Fabrice Lhenry, Sebastian Ylönen Défenseurs : Johan Åkerman (A), Florent Aubé, Mathieu Chevalier, Miroslav Ďurák, Raphaël Faure, Léo Guillemain, Jonathan Janil, Lauri Lahesalu, Andrej Tavželj Attaquants : Loup Benoît, Éric Castonguay, Julien Desrosiers, David Fredriksson, Anthony Goncalves, François-Pierre Guénette (A), Romain Guttierrez, Maxime Joly, Anthony Rech, Ilpo Salmivirta, Juraj Štefanka, Dmitri Thillet, Marc-André Thinel (C) Entraîneur-chef : Rodolphe Garnier |